# Copa do Brasil de Futsal de 2017
A Copa do Brasil de Futsal de 2017 foi a primeira edição da competição. A competição foi criada com intuito de contemplar todos os estados brasileiros, com seus respectivos representantes. A competição contaria com 32 participantes, porém nem todas as federações indicaram uma equipe, sendo assim foram 23 participantes. O Horizonte Futsal sagrou-se campeão ao bater o Tubarão do Pará nas finais.

## Participantes
| - Palmeiras - Abilio Nery - Vitória - Horizonte Futsal - Pague Menos - Mombaça Futsal - Álvares Cabral - Balsas Futsal - Tupi - Bonadiman - Sorriso Futsal - Tubarão | - Shouse - Karmélia Futsal - ADESPPE - Palmas Futsal - Macau Futsal - Evolution - Constelação - Atlântico - Concordiense - Mafra - Moita Bonita - Pedro Afonso* |

* A equipe do Pedro Afonso desistiu da disputa antes do inicio

## Primeira fase (classificatória)
A primeira fase foi disputada em jogos de ida e volta, com confrontos regionalizados.
|  | Classificados às Quartas de Final |
|  | Classificados para a segunda fase |

| Mandante     | Agregado | Visitante        | 1º jogo | 2º Jogo |
| ------------ | -------- | ---------------- | ------- | ------- |
| Atlântico    | 12–0     | Palmas Futsal    | 8–0     | 4–0     |
| Bonadiman    | 9–10     | Sorriso Futsal   | 4–4     | 5–6     |
| Macau Futsal | 2–6      | Horizonte Futsal | 2–4     | 0–2     |
| Pague Menos  | 8–3      | Balsas Futsal    | 5–1     | 3–2     |
| Constelação  | 9–12     | Abilio Nery      | 3–5     | 6–7     |
| ADESPPE      | 1–5      | Karmélia Futsal  | 1–2     | 0–3     |
| Tubarão      | 7–6      | Shouse           | 3–2     | 4–4     |
| Evolution    | 7–8      | Palmeiras        | 6–5     | 1–3     |
| Mafra        | 3–4      | Concordiense     | 2–1     | 1–3     |
| Moita Bonita | 10–3     | Vitória          | 5–2     | 5–1     |

## Segunda fase (eliminatória)
Na segunda fase os 10 clubes classificados da primeira fase se juntaram aos já classificados Álvares Cabral, Tupi e  Mombaça. Foi disputada em jogos de ida e volta, com confrontos regionalizados.
| Mandante         | Agregado  | Visitante       | 1º jogo | 2º Jogo |
| ---------------- | --------- | --------------- | ------- | ------- |
| Álvares Cabral   | 10–4      | Tupi            | 6–3     | 4–1     |
| Horizonte Futsal | 8–1       | Karmélia Futsal | 4–0     | 4–1     |
| Mombaça Futsal   | 2–4 2-3 p | Pague Menos     | 1–0     | 1–4     |
| Evolution        | 3–10      | Abilio Nery     | 2–4     | 1–6     |
| Mafra            | 4–6 0-3 p | Atlântico       | 4–3     | 0–3     |

## Fase final
Nas quartas de final os cinco classificados da segunda fase se juntaram aos classificados da fase classificatória Sorriso, Tubarão e Moita Bonita. Os confrontos foram definidos por sorteio.
|  | Quartas de final          | Quartas de final          | Quartas de final          | Quartas de final          |       |             | Semifinais       | Semifinais       | Semifinais       | Semifinais       |  |                  | Final 06 a 13 de agosto | Final 06 a 13 de agosto | Final 06 a 13 de agosto | Final 06 a 13 de agosto |  |  |
|  | 18 de junho a 02 de julho | 18 de junho a 02 de julho | 18 de junho a 02 de julho | 18 de junho a 02 de julho |       |             | 16 a 26 de julho | 16 a 26 de julho | 16 a 26 de julho | 16 a 26 de julho |  |                  | 06 a 13 de agosto       | 06 a 13 de agosto       | 06 a 13 de agosto       | 06 a 13 de agosto       |  |  |
|  |                           |                           |                           |                           |       |             |                  |                  |                  |                  |  |                  |                         |                         |                         |                         |  |  |
|  | Moita Bonita              | 0                         | 0                         | 0                         |       |             |                  |                  |                  |                  |  |                  |                         |                         |                         |                         |  |  |
|  | Pague Menos               | 3                         | 1                         | 4                         |       |             |                  |                  |                  |                  |  |                  |                         |                         |                         |                         |  |  |
|  | Pague Menos               | 3                         | 1                         | 4                         |       | Pague Menos | 2                | 4                | 6 (0)            |                  |  |                  |                         |                         |                         |                         |  |  |
|  |                           |                           |                           |                           |       | Pague Menos | 2                | 4                | 6 (0)            |                  |  |                  |                         |                         |                         |                         |  |  |
|  |                           | Horizonte Futsal          | 0                         | 5                         | 5 (1) |             |                  |                  |                  |                  |  |                  |                         |                         |                         |                         |  |  |
|  | Horizonte Futsal          | Horizonte Futsal          | 0                         | 5                         | 5 (1) | 1           | 4                | 5 (5)            |                  |                  |  |                  |                         |                         |                         |                         |  |  |
|  | Horizonte Futsal          |                           |                           |                           |       | 1           | 4                | 5 (5)            |                  |                  |  |                  |                         |                         |                         |                         |  |  |
|  | Atlântico                 | 4                         | 1                         | 5 (4)                     |       |             |                  |                  |                  |                  |  |                  |                         |                         |                         |                         |  |  |
|  | Atlântico                 | 4                         | 1                         | 5 (4)                     |       |             |                  |                  |                  |                  |  | Horizonte Futsal | 2                       | 3                       | 5 (3)                   |                         |  |  |
|  |                           |                           |                           |                           |       |             |                  |                  |                  |                  |  | Horizonte Futsal | 2                       | 3                       | 5 (3)                   |                         |  |  |
|  |                           | Tubarão                   | 3                         | 1                         | 4 (1) |             |                  |                  |                  |                  |  |                  |                         |                         |                         |                         |  |  |
|  | Abilio Nery               | Tubarão                   | 3                         | 1                         | 4 (1) | 1           | 3                | 4                |                  |                  |  |                  |                         |                         |                         |                         |  |  |
|  | Abilio Nery               |                           |                           |                           |       | 1           | 3                | 4                |                  |                  |  |                  |                         |                         |                         |                         |  |  |
|  | Tubarão                   | 6                         | 4                         | 10                        |       |             |                  |                  |                  |                  |  |                  |                         |                         |                         |                         |  |  |
|  | Tubarão                   | 6                         | 4                         | 10                        |       | Tubarão     | 3                | 4                | 7 (3)            |                  |  |                  |                         |                         |                         |                         |  |  |
|  |                           |                           |                           |                           |       | Tubarão     | 3                | 4                | 7 (3)            |                  |  |                  |                         |                         |                         |                         |  |  |
|  |                           | Sorriso Futsal            | 4                         | 3                         | 7 (1) |             |                  |                  |                  |                  |  |                  |                         |                         |                         |                         |  |  |
|  | Sorriso Futsal            | Sorriso Futsal            | 4                         | 3                         | 7 (1) | 4           | 5                | 9 (2)            |                  |                  |  |                  |                         |                         |                         |                         |  |  |
|  | Sorriso Futsal            |                           |                           |                           |       | 4           | 5                | 9 (2)            |                  |                  |  |                  |                         |                         |                         |                         |  |  |
|  | Álvares Cabral            | 5                         | 1                         | 6 (0)                     |       |             |                  |                  |                  |                  |  |                  |                         |                         |                         |                         |  |  |

### Finais
Jogo de ida
| 06 de Agosto | Tubarão        | 3–2       | Horizonte          | Ginásio Nicias Ribeiro, Altamira |
| 18h30        | Lucas , · Éder | Relatório | Farbson · Jaderson |                                  |

Jogo de volta
| 13 de Agosto | Horizonte                         | 3–1 3-1 (prog.) | Tubarão         | Ginásio Joaquim Domingos Neto, Horizonte |
| 18h00        | Jaderson 4', 14' · Everson 16 2T' | Relatório       | Warlison 19 2T' |                                          |

## Premiação
| Copa do Brasil de Futsal de 2017 |
| Ceará                            |
| -------------------------------- |
| Horizonte Campeão (1° título)    |